# Изтичане на мозъци
Изтичане на мозъци (на английски: brain drain) е метафора за процеса на масова емиграция, при който от дадена страна или регион заминават в чужбина специалисти, учени и квалифицирани работници по политически, икономически, религиозни или други причини.
Страните, които емигрантите напускат, претърпяват значителни икономически, културни, а понякога и политически загуби, докато приемащите имигрантите страни придобиват голям и евтин интелектуален капитал. (Аналогичният процес на изнасяне на финансов капитал се нарича износ на капитал.)
Терминът е въведен от Британското кралско научно дружество за описание на миграционните процеси сред учените и инженерите по време и след Втората световна война.
В днешно време това явление е най-характерно за развиващите се страни, в частност бившите европейски колонии в Африка, за Карибските острови и за бившите социалистически страни от Източна Европа.